# ショーレ・アグダシュルー
ショーレ・アグダシュルー（شهره آغداشلو, 英語表記: Shohreh Aghdashloo, 1952年5月11日 - ）は、イランの女優。テヘラン出身。主に舞台で活動。中東出身の俳優として初めてアカデミー賞候補となった人物である。

## 経歴
20歳の時、舞台役者としてキャリアをスタート。着実に俳優としての成長を続けた彼女は、25歳のときに出演したアッバス・キアロスタミ監督の『Gozaresh』の演技により、モスクワ映画祭の批評家賞に輝く。そして、1978年の『Sooteh-Delan』の演技において、彼女はイラン全土を代表する女優の1人としての地位を確立することとなる。
1979年のイラン革命を期にイランからイングランドへと渡英。政治に関心があった彼女は大学で政治学を勉強し、国際関係論の学士号を得る。舞台俳優としてのキャリアも積み続けた彼女は、1987年にロサンゼルスへと渡った。彼女はアメリカのイラン人のため、ペルシャ語による劇団を設立した。
アメリカにおける映画俳優としてのキャリアは、中東の出身で訛りのある英語を喋る役者であるが故に停滞を続けたが、2003年についにその実力が花を開く。ドリームワークスの製作によるヴァディム・パールマン監督の『砂と霧の家』で、ベン・キングズレーが演じるイランから亡命した一家の長の妻を演じ、アカデミー賞助演女優賞候補を受ける。この演技によりインディペンデント・スピリット賞を始め、数々の映画賞で助演女優賞を受賞した。
アカデミー賞候補を受けた後は出演のオファーが増え、テレビシリーズの『24 -TWENTY FOUR-』ではテロリストの1人・ディナ役を演じる。『ウィル&グレイス』や『ER』などの人気ドラマにもゲスト出演した。映画でも全米1位となった『エミリー・ローズ』に脇役ながら出演。人気シリーズ『X-MEN:ファイナル ディシジョン』では原作にも登場するカヴィタ・ラオ博士を演じた。2006年9月にはケイシャ・キャッスル＝ヒューズと『マリア』で共演した。2015年から2022年にかけてはSFドラマシリーズ『エクスパンス -巨獣めざめる-』でメイン出演をつとめた。
名字のアグダシュルーは彼女の元夫である画家のAydin Aghdashlooからであり、元々の名字はVaziri-Tabarである。その後は脚本家で俳優のHoushang Touzieと1987年に結婚し、子供が1人いる。

## 主な出演作品

### 映画
| 公開年 | 邦題 原題                                                                    | 役名                    | 備考                                            |
| ------ | ---------------------------------------------------------------------------- | ----------------------- | ----------------------------------------------- |
| 1993   | 風と共に去る20ドル!? Twenty Bucks                                            | ゴーダ・ホリデイ        |                                                 |
| 2003   | 砂と霧の家 House of Sand and Fog                                             | ナディ                  | インディペンデント・スピリット賞助演女優賞 受賞 |
| 2005   | エミリー・ローズ The Exorcism of Emily Rose                                  | アダニ博士              |                                                 |
| 2006   | アメリカン・ドリームズ American Dreamz                                       | Nazneen Riza            |                                                 |
| 2006   | X-MEN:ファイナル ディシジョン X-Men: The Last Stand                          | カヴィタ・ラオ博士      |                                                 |
| 2006   | イルマーレ The Lake House                                                    | アンナ                  |                                                 |
| 2006   | マリア The Nativity Story                                                    | エリサベト              |                                                 |
| 2008   | 旅するジーンズと19歳の旅立ち The Sisterhood of the Traveling Pants 2         | Professor Nasrin Mehani |                                                 |
| 2012   | ティモシーの小さな奇跡 The Odd Life of Timothy Green                         | イヴェット              |                                                 |
| 2013   | パーシー・ジャクソンとオリンポスの神々/魔の海 Percy Jackson: Sea of Monsters | オラクルの声            |                                                 |
| 2015   | ラスト・ナイツ Last Knights                                                  | マリア                  |                                                 |
| 2016   | スター・トレック BEYOND Star Trek Beyond                                     | パリス准将              |                                                 |
| 2016   | THE PROMISE/君への誓い The Promise                                           | マルタ                  |                                                 |
| 2018   | A Simple Wedding                                                             | Ziba Husseini           |                                                 |
| 2019   | The Cuban                                                                    | Bano Ayoub              |                                                 |
| 2020   | Run Sweetheart Run                                                           | Blue Ivy                |                                                 |

### テレビシリーズ
| 放映年    | 邦題 原題                                                            | 役名                         | 備考                                |
| --------- | -------------------------------------------------------------------- | ---------------------------- | ----------------------------------- |
| 2005      | 24 -TWENTY FOUR- 24                                                  | ディナ                       | シーズン4の12エピソード             |
| 2006      | ふたりは友達? ウィル&グレイス Will & Grace                           | パム                         | 1エピソード                         |
| 2006      | ER緊急救命室 ER                                                      | リザ                         | 1エピソード                         |
| 2007      | グレイズ・アナトミー 恋の解剖学 Grey's Anatomy                       | ヘレン・クロフォード         | 1エピソード                         |
| 2008      | サダム 野望の帝国 House of Saddam                                    | サージダ・ハイラッラー       | ミニシリーズ                        |
| 2009      | フラッシュフォワード FlashForward                                    | ナードラ・ウダヤ             | 3エピソード                         |
| 2011      | LAW & ORDER:性犯罪特捜班 Law & Order: Special Victims Unit           | サニー・クアドリ刑事         | 1エピソード                         |
| 2011      | Dr.HOUSE House M.D.                                                  | アフソウン・ハミディ         | 1エピソード                         |
| 2011      | NCIS ～ネイビー犯罪捜査班 NCIS: Naval Criminal Investigative Service | マリアム                     | 1エピソード                         |
| 2012-2013 | The Mob Doctor                                                       | ローレン・ベイラー           | 3エピソード                         |
| 2013      | GRIMM/グリム Grimm                                                   | ステファニア                 | 5エピソード                         |
| 2014      | スコーピオン SCORPION                                                | Dr. Cassandra Davis          | シーズン1 エピソード6「名画の行方」 |
| 2015-2022 | エクスパンス -巨獣めざめる- The Expanse                              | クリスジェン・アヴァサラーラ | メインキャスト                      |
| 2019      | インパルス Impulse                                                   | ファティマ                   | リカーリング                        |
| 2024      | THE PENGUIN-ザ・ペンギン- THE PENGUIN                                | ナディア・マローニ           |                                     |

### テレビアニメ
- ザ・シンプソンズ The Simpsons (2008)